# Standing NATO Mine Countermeasures Group 1
Standing NATO Mine Countermeasures Group 1 (SNMCMG1) er en af NATOs fire permanente multinationale flådestyrker (SNMG1, SNMG2,  SNMCMG1 og SNMCMG2), der i fællesskab udgør kernen af NATO's Response Forces (NRF), hvis mål er at yde rettidig maritim støtte til NATO-operationer samt i tilfælde af nødsituationer.
NATO er afhængig af at have permanente flådestyrker, der holdes operative og klar til en hurtig og effektiv indsats. NRF er opbygget til at kunne gå i aktion overalt i verden og operere i en række forskellige trusselmiljøer fra humanitære opgaver til indsættelse i militære konflikter. Styrkerne i NRF skal være klar til indsats på under fem døgn og skal kunne agere selvstændigt i op til 30 dage.
Når SNMCMG1 eller de øvrige flådestyrker i NRF ikke er involveret i operationer, leverer de en operativ ramme for fælles øvelser og træning, der til sammen styrker interoperabiliteten mellem NATOs maritime styrker.

## SNMCMG1
SNMCMG1 operationsområde strækker sig fra europæiske farvande fra det nordlige Norge til Middelhavet og fra det Irske Hav til Østersøen, men styrken er klar til indsættelse ud over deres normale operationsområde. Siden 1998 har SNMCMG1 også opereret i områderne omkring USA, Canada og Island.
SNMCMG1 og SNMCMG2 er primært engageret i operationer, hvor opgaven er at søge og bortsprænge miner eller andre eksplosiver i verdenshavene. Historisk set har en stor del af styrkernes opgave været at bortsprænge miner og eksplosiver fra Anden Verdenskrig.  
I dag hører SNMCMG1 under Allied Command Operations (ACO) operationelle kontrol. Kontrollen er derefter delegeret via Joint Force Commander Brunssum (JFC Brunssum) til Commander Allied Maritime Component Command Northwood. Den daglige ledelse af styrken foretages fra NATO Headquarters Allied Maritime Component Command Headquarters Northwood. Den langsigtede planlægning foregår i samarbejde mellem staben ved Joint Force Command Brunssum og Combined Joint Planning Staff (CJPS). 

## Historie
SNMCMG1 er den ældste af de fire flådestyrker og har skiftet navn flere gange i takt med, at styrkens operationsområde er blevet større.
Oprindeligt hed styrken ”Standing Naval Force Channel” (STANAVFORCHAN) og blev stiftet i den belgiske havn Oostende den 11. maj 1973. Flådestyrkens opgave var at tilsikre den sikre navigation gennem den engelske kanal og den nordvestlige del af Europa. Flådestyrkens bestod oprindeligt af syv til ni minerydningsenheder fra Storbritannien, Vesttyskland, Holland og Belgien. Minerydningsenhederne var tilknyttet flådestyrken op til et år, og den overordnede kommando gik på skift mellem de deltagende nationer med undtagelse af Vesttyskland. STANAVFORCHAN trænede kontinuerligt evnen til at rydde miner, således at styrken var klar til at imødegå en eventuel krig mod Sovjetunionen og minetruslen fra fly og ubåde. 
I 2000 sluttede Danmark og Norge sig til styrken og operationsområdet blev markant større og omfattede nu den nordlige del af Europa inklusiv Østersøen. Styrkens navn var nu Mine Countermeasures Force North (MCMFORNORTH).
Siden da skiftede styrken navn to gange. Første gang til “Standing NATO Reaction Force Mine Countermeasure Group One” (SNRFMCG1) i januar 2005. Året efter skiftede navnet til  Standing NATO Mine Countermeasures Group 1 (SNMCMG1), som den stadig hedder i dag. 
Siden 2000 har Estland, Letland, Litauen og Polen sluttet sig til styrken. 

## Nuværende styrke
SNMCMG1 består af (4. oktober 2019):

- (flagskib) Thetis-klasse, fregat, HDMS Thetis
- Frankenthal-klasse, minestryger, Weilheim
- Tripartite-klasse, minestryger, Talivaldis
- Alta-klasse, minestryger HNoMS Rauma
- Tripartite-klasse, minestryger, Bellis
- MCM Danmark, container baseret system til minestrygning, placeret på flagskibet HDMS Thetis